# Ann Yee
Ann Yee (geboren 1982 in Ohio) ist eine US-amerikanische Choreografin.

## Leben
Yee studierte am Boston Conservatory, erhielt ein Stipendium des Harvard Summer Dance Centers und absolvierte ihren Master of Fine Arts an der Ohio State University. Seither arbeitet sie als Choreographin für Schauspielproduktionen, fallweise auch in Musical oder Oper, zumeist in Großbritannien.
Unter anderem war Yee an folgenden Produktionen beteiligt:
- Urinetown (St. James Theatre, Apollo Theatre, West End)
- The Commitments (Palace Theatre, West End)
- The Color Purple (Menier Chocolate Factory)
- Wozzeck (English National Opera)
- Macbeth (Trafalgar Studios)
- The Country Wife (Royal Exchange Theatre)
- Torch Song Trilogy (Menier Chocolate Factory)
- Ingerland (Royal Opera House, Opera Shots)
- Salome (Headlong)
- Much Ado About Nothing (Regent’s Park Open Air)
- Eric’s (Everyman Theatre), The Duchess of Malfi (Old Vic)
- Orpheus and Eurydice (National Youth Theatre, Old Vic Tunnels) und
- Mr. Burns (Almeida Theatre).

Außerdem entstanden Choreografien für die Royal Shakespeare Company (Queen Anne; King Lear; A Soldier In Every Son; Titus Andronicus), das Young Vic (Ah, Wilderness!; After Miss Julie), das Royal National Theatre (Blurred Lines, She Stoops to Conquer; The Comedy of Errors), das Donmar Warehouse (Julius Caesar; Berenice; Philadelphia, Here I Come!) sowie für das Gate Theatre Notting Hill (Hair; Woyzeck). Im Jahr 2015 wurde sie von den Salzburger Festspielen eingeladen, die Choreographie für die Experimentalfassung von Mackie Messer-eine Salzburger Dreigroschenoper von Brecht/Weill in der musikalischen Neueinrichtung von Martin Lowe zu gestalten, Regie: Julian Crouch und Sven-Eric Bechtolf. Im Oktober 2015 wirkt sie als Movement Director an der Uraufführung von  Anita and Me am Birmingham Repertoire Theatre mit, die Produktion wird danach auch am Theatre Royal Stratford East zu sehen sein. 2016 wird sie mit Rossinis Il barbiere di Siviglia beim Glyndebourne Opera Festival debütieren.